# Operatie Babylift

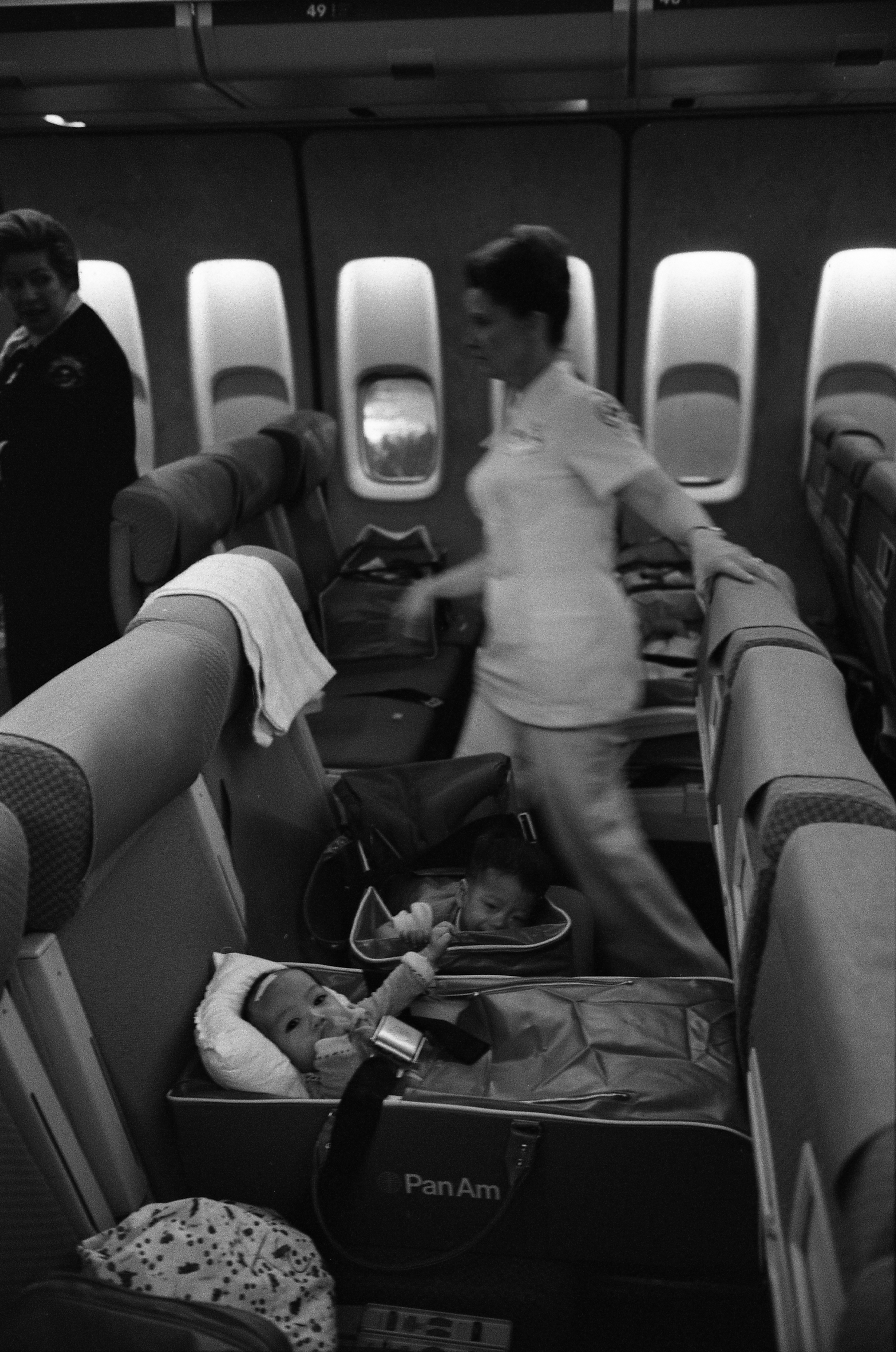
Een Babylift-vlucht arriveert op 5 april 1975 in San Francisco

Operatie Babylift was de naam van de massale evacuatie van kinderen uit Zuid-Vietnam naar de Verenigde Staten en andere westerse landen (waaronder Australië, Frankrijk, West-Duitsland en Canada) aan het einde van de Vietnamoorlog (zie ook de val van Saigon) tussen 3 en 26 april 1975. Bij de laatste Amerikaanse vlucht uit Zuid-Vietnam waren meer dan 3.300 baby's en kinderen vervoerd, hoewel het exacte aantal op verschillende manieren wordt gemeld. Samen met Operatie New Life werden aan het einde van de Vietnamoorlog meer dan 110.000 vluchtelingen uit Zuid-Vietnam geëvacueerd. Duizenden kinderen werden vanuit Vietnam overgevlogen en geadopteerd door families over de hele wereld.

## Overzicht
Nu de centraal-Vietnamese stad Da Nang in maart was gevallen en Saigon werd aangevallen en beschoten, kondigde de Amerikaanse president Gerald Ford op 3 april 1975 aan dat de Amerikaanse regering zou beginnen met het overvliegen van weeskinderen uit Saigon op een reeks van 30 geplande vluchten aan boord van Military Airlift Command (MAC) C-5A Galaxy en C-141 Starlifter vrachtvliegtuigen, geëxploiteerd door de 62nd Airlift Wing van de Amerikaanse luchtmacht onder bevel van generaal-majoor Edward J. Nash. 
Het adoptiebureau Holt International en dienstverlenende organisaties, waaronder Friends of Children of Vietnam (FCVN), Friends For All Children (FFAC), Catholic Relief Service, International Social Services, International Orphans en de Pearl S. Buck Foundation dienden bij de Amerikaanse regering een verzoekschrift in om te helpen evacueren van de weeskinderen in hun faciliteiten in Vietnam. In hun boek Silence Broken beschrijven de oprichters Sara O'Meara en Yvonne Fedderson van Childhelp (destijds International Orphans) hun verzoek aan luitenant-generaal Lewis William Walt om te helpen bij de evacuaties en het vinden van tehuizen voor de Aziatisch-Amerikaanse weeskinderen.
De vluchten gingen door totdat artillerie-aanvallen door het Noord-Vietnamese leger en militaire eenheden van de Vietcong op de luchtmachtbasis Tan Son Nhut vliegtuigvluchten onmogelijk maakten.
Meer dan 2.500 kinderen werden zonder hun toestemming verplaatst naar families in de Verenigde Staten en haar bondgenoten. De operatie was controversieel omdat er twijfel bestond of de evacuatie in het belang van de kinderen was en omdat niet alle kinderen wezen waren. 
Toen de Amerikaanse zakenman Robert Macauley hoorde dat het meer dan een week zou duren om de overlevende weeskinderen te evacueren vanwege het gebrek aan militaire transportvliegtuigen, charterde hij een Boeing 747 van World Airways en zorgde ervoor dat 300 weeskinderen het land verlieten, betalend voor de reis met een hypothecaire lening op zijn huis. 
Frederick M. "Skip" Burkle Jr. diende als medisch directeur van Operatie Babylift. Hij verzamelde de weeskinderen in Saigon, vergezelde ze naar Clark Air Base in de Filipijnen, en bleef voor ze zorgen op de Boeing 747-vlucht over de Grote Oceaan naar Los Angeles en vervolgens naar de Long Beach Naval Support Activity. 

## Vliegtuigcrash
Een C-5A Galaxy, serienummer 68-0218, vloog de eerste missie van Operatie Babylift en vertrok op 4 april 1975 kort na 16.00 uur vanaf Tan Son Nhut Airport. Twaalf minuten na het opstijgen was er wat leek op een explosie toen het beneden-achterste deel van de romp uit elkaar werd gescheurd. De vergrendelingen van de achterlaadklep waren defect, waardoor de deur openging en uit elkaar viel. Er vond een snelle decompressie plaats. Besturings- en trimkabels naar het roer en de hoogteroeren braken, waardoor er slechts één rolroer en vleugelspoilers werkzaam bleven. Twee van de vier hydraulische systemen vielen uit. De bemanning worstelde met de besturing en slaagde erin het vliegtuig onder controle te houden met veranderingen in de vermogensinstellingen door het ene werkende rolroer en vleugelspoilers te gebruiken. De bemanning daalde af naar een hoogte van 4.000 voet op een koers van 310 graden ter voorbereiding op de landing op Tan Son Nhut's landingsbaan 25L. Ongeveer halverwege een bocht naar de eindnadering nam de daalsnelheid snel toe. Toen ze zagen dat ze de landingsbaan niet konden halen, werd alle kracht ingezet om de neus omhoog te brengen. De C-5 landde in een rijstveld. Een kwart mijl slippend, kwam het vliegtuig weer een halve mijl in de lucht voordat het een dijk raakte en in vier delen brak, waarvan sommige in brand vlogen. Volgens cijfers van de DIA overleefden 176 mensen en kwamen 138 mensen om het leven bij de crash, waaronder 78 kinderen en 35 medewerkers van het Defensie Attaché Office te Saigon. 

## Nalatenschap
De door Vietnamese geadopteerden gerunde non-profitorganisatie Operation Reunite gebruikte DNA-testen om geadopteerden te verbinden met hun Vietnamese families. 
In april 2015 werd een gedenkteken onthuld in Holmdel, New Jersey, VS. 